# André Gonçalves Pereira
André Roberto Delaunay Gonçalves Pereira GOC • GCIH (Lisboa, 26 de julho de 1936 – 9 de setembro de 2019) foi um professor de Direito e advogado português.

## Biografia
Filho do Prof. Doutor António Armando Gonçalves Pereira (Goa, Ilhas de Pangim, 22 de janeiro de 1901 — Lisboa, 30 de janeiro de 1983), Goês Católico, Advogado, e de sua mulher Viviane Marie Leontine Nicole Delaunay (Paris, 6 de dezembro de 1912 — 23 de novembro de 2009), Francesa. Tinha um irmão, também Jurista.
Estudou na Faculdade de Direito da Universidade de Lisboa, onde se licenciou em Direito e prosseguiu estudos de mestrado e doutoramento, ambos sobre matérias de Direito Administrativo — a monografia do Curso Complementar (equivalente ao atual mestrado) incidiu sobre o instituto dos municípios — Contribuição para uma teoria geral do direito municipal (1959) —; e a tese de doutoramento sobre o ato administrativo — Erro e ilegalidade no acto administrativo (1962)
Discípulo de Marcello Caetano, chegou a professor catedrático, em 1970. Lecionou também em universidades estrangeiras, nomeadamente na Universidade do Rio de Janeiro, Universidade Complutense de Madrid e na Universidade Columbia.
Além de lições de temas de Direito Administrativo, foi coautor, com Canuto Joaquim Fausto de Quadros, do manual Curso de Direito Internacional Público, considerado durante várias décadas uma obra de referência dessa disciplina, em língua portuguesa.
André Gonçalves Pereira conciliou a carreira académica com a de advogado. Admitido na Ordem dos Advogados em 1959, exerceu a advocacia e deu continuidade ao escritório estabelecido pelo seu pai, Armando Gonçalves Pereira (também ele advogado e professor universitário (mas em Económicas) no ano de 1928. 
O escritório — à data Gonçalves Pereira, Castelo Branco & Associados, juntando ao nome de André Gonçalves Pereira o de Manuel Castelo Branco — viria a fundir-se em 2004 com a espanhola Cuatrecasas, um dos principais de Espanha, cuja origem remonta ao escritório iniciado em 1917, em Barcelona, por Pedro Cuatrecasas Buquet. A fusão daria origem à Cuatrecasas, Gonçalves Pereira & Associados . 
André Gonçalves Pereira exerceu ainda diversas funções públicas. Entre outras, foi representante de Portugal na Comissão Jurídica da Assembleia Geral da Organização das Nações Unidas, de 1959 a 1966, e também representante português no Grupo de Reflexão que preparou a reforma do Tratado de Maastricht, em 1995. De resto, participou em vários organismos internacionais, como a UNESCO e o FMI.
Foi igualmente Ministro dos Negócios Estrangeiros nos VII e VIII governos constitucionais, dirigidos por Francisco Pinto Balsemão.
Foi, ainda, administrador (não executivo) da Fundação Calouste Gulbenkian, nomeado em 2002, bem como de várias sociedades comerciais.
Casou, com 50 anos de idade, com Laura Teixeira Botelho Madeira (c. 1960), filha de Henrique Madeira e de sua mulher Maria Emília Teixeira Botelho de Moura Borges e irmã de José Justino Teixeira Botelho Madeira. Não teve descendência.
Morreu a 9 de setembro de 2019, vítima de doença prolongada.

## Funções governamentais exercidas
- VII Governo Constitucional
  - Ministro dos Negócios Estrangeiros

## Condecorações
- Grã-Cruz da Ordem Nacional do Cruzeiro do Sul do Brasil (16 de janeiro de 1981)[8]
- Grã-Cruz da Ordem de Leopoldo II da Bélgica (2 de julho de 1981)[8]
- Grã-Cruz da Ordem de Rio Branco do Brasil (3 de junho de 1982)[8]
- Grande-Oficial da Ordem Militar de Nosso Senhor Jesus Cristo de Portugal (3 de agosto de 1983)[9]
- Grã-Cruz da Ordem do Infante D. Henrique de Portugal (30 de janeiro de 2006)[9]